# Lalobbe
Lalobbe é uma comuna francesa na região administrativa de Grande Leste, no departamento Ardenas. Estende-se por uma área de 9,83 km². Em 2010 a comuna tinha 171 habitantes (densidade: 17,4 hab./km²).